# Östliche Grant-Gazelle
Die Östliche Grant-Gazelle (Nanger petersii), auch Peters Grantgazelle genannt, ist eine Art aus dem Artenkomplex der Grant-Gazellen und der Gattung der Spiegelgazellen innerhalb der Familie der Hornträger. Sie kommt in Ostafrika vor, hauptsächlich im küstennahen Kenia, und lebt in offenen Savannenlandschaften. Ursprünglich galten alle Grant-Gazellen als zu einer Art gehörig. Genetische Untersuchungen aus dem Beginn des 21. Jahrhunderts teilten diese aber in drei unabhängige Linien auf. Der Gesamtbestand der Grant-Gazellen gilt als ungefährdet.

## Merkmale
Die Östliche Grant-Gazelle ist eine vergleichsweise große Gazellenart, aber etwas kleiner als die anderen Grant-Gazellen. Genaue Messungen liegen jedoch nicht vor. Ihr Fell ist oben durchgehend rotbraun und in der Regel etwas dunkler als das der Nördlichen und Südlichen Grant-Gazelle und entspricht damit eher der Fellfärbung der meisten Gazella- und Eudorcas-Arten. Der bei vielen Gazellenarten vorhandene dunkle Seitenstreifen fehlt den ausgewachsenen Östlichen Grant-Gazellen. Der für die Grant-Gazellen typische weiße Bereich am Hinterteil ist relativ klein und wird von einem breiten bräunlichen Band geteilt, das sich bis auf die Schwanzoberseite erstreckt. Der obere Abschnitt der Schwanzbasis ist dadurch nicht weiß, wie bei der Nördlichen und Südlichen Grant-Gazelle. Die Hörner sind relativ gerade und nicht nach hinten gebogen, wie bei den zwei anderen Grant-Gazellenarten. Schädel und Nasenöffnungen sind vergleichsweise schmal.

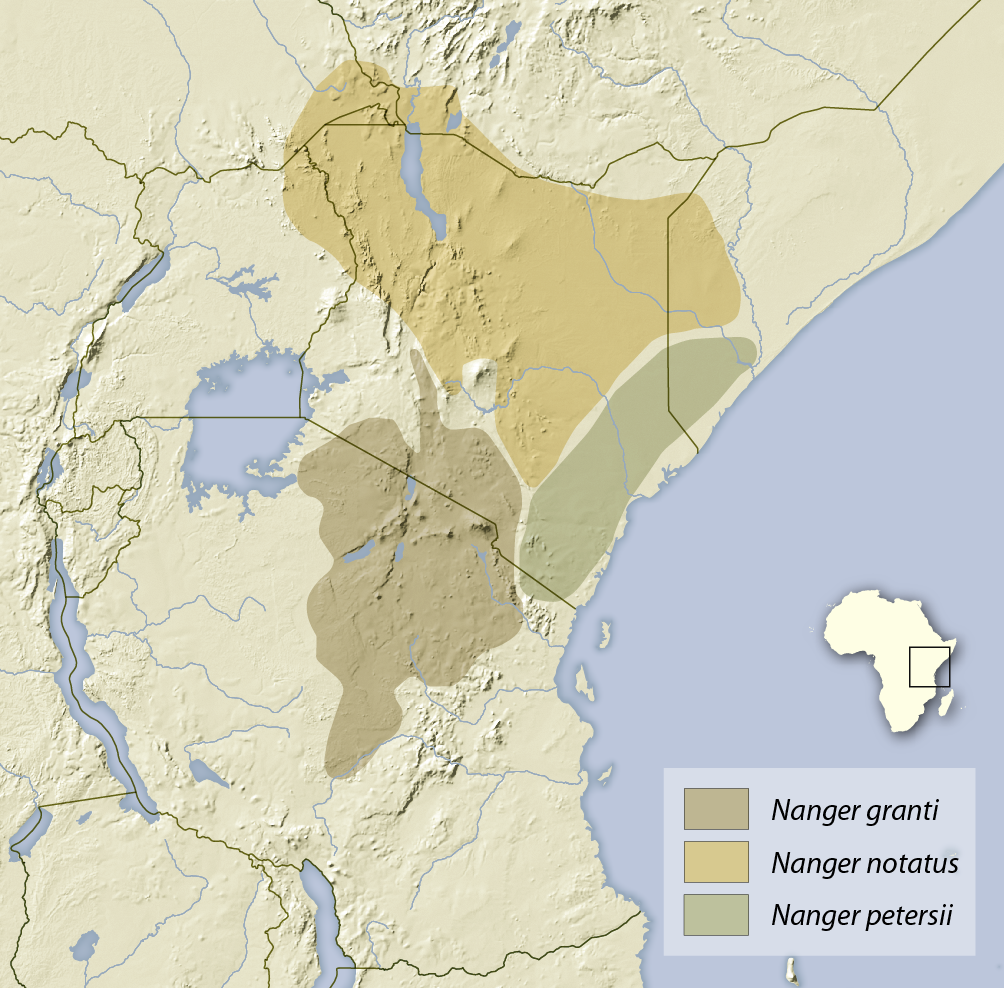
Die Verbreitungsgebiete der drei Arten der Grant-Gazellen

## Verbreitung, Lebensraum und Lebensweise
Die Östliche Grant-Gazelle kommt in Ostafrika vor. Das Verbreitungsgebiet liegt in der kenianischen Küstenebene und reicht nördlich bis in den westlich des Jubas gelegenen Bereich von Somalia. Der Lebensraum der Östlichen Grant-Gazelle ist nicht ganz so stark von Trockenheit geprägt wie der Lebensraum der Südlichen und der Nördlichen Grant-Gazelle. Genaue Untersuchungen zur Ernährung, dem Sozialverhalten, den Aktivitätsmustern, den Wanderungen und der Fortpflanzungsbiologie der Östlichen Grant-Gazelle fehlen, aber es ist anzunehmen, dass sie mit den Verhaltensmustern der übrigen Grant-Gazellen und anderer Gazellenarten weitgehend übereinstimmen. Das bedeutet, dass die Tiere tagaktiv sind, in kleinen umherziehenden Herden leben, die aus Männchen und Weibchen mit Jungtieren oder nur aus Weibchen mit ihren Jungtieren bestehen. Die Männchen bilden in der Paarungszeit Reviere. Wie andere Gazellen ernährt sich die Östliche Grant-Gazelle von verschiedenen Gräsern und Kräutern.

## Systematik
Ihren wissenschaftlichen Namen erhielt die Östliche Grant-Gazelle im Jahr 1884 durch den deutschen Zoologen Albert Günther. Günther gab ihr die Bezeichnung Gazella petersi. Die Typuslokalität Gelidja liegt in der Nähe der Mündung des Tana in den Indischen Ozean. Heute wird die Östliche Grant-Gazelle in die Gattung der Spiegelgazellen (Nanger; auch Großgazellen genannt) gestellt. Die Gattung wird innerhalb der Familie der Hornträger (Bovidae) zur Unterfamilie der Antilopinae gezählt, hierin steht sie in der Tribus der Gazellenartigen (Antilopini). Die Spiegelgazellen zeichnen sich durch ihre relativ größere Körperform von den anderen, nahverwandten Vertretern der Gattungen Gazella, Eudorcas und Antilope aus, mit denen sie eine engere Verwandtschaftsgruppe innerhalb der Antilopini bilden. Weitere Unterschiede finden sich in der Gestaltung des Rückenflecks, der sogenannte „Spiegel“, der bei den Nanger-Arten seitlich auskeilt und wonach die Gattung ihren deutschsprachigen Trivialnamen trägt. Auch reicht der Nasenspiegel nicht so weit zurück wie bei Gazella, aber weiter als bei Eudorcas. Außerdem lässt sich ein Trend zur Reduktion des Fellmusters erkennen. Aus skelettanatomischer Sicht können die vergleichsweise langen Schädel, die nur schwach entwickelte Voraugenregion und einzelne weitere Merkmale der Hörner und des Gebisses herangezogen werden.
In den meisten Systematiken werden den Spiegelgazellen neben den Grant-Gazellen zwei weitere Arten zugewiesen: die Sömmerringgazelle (Nanger soemmerringii) und die Damagazelle (Nanger dama). Übereinstimmend in zahlreichen molekulargenetischen Studien stehen sich die beiden letztgenannten näher, während die Grant-Gazellen die Schwestergruppe bilden. Einzelne Analysen sehen allerdings die Grant-Gazellen näher mit der Sömmerringgazelle verwandt. Über lange Zeit galten die Grant-Gazellen als Angehörige einer einzigen Art. Diese wurde im Deutschen als „Grant-Gazelle“ und wissenschaftlich unter dem Binomen Nanger granti geführt. Die Art enthielt mehrere Unterarten, von denen die Östliche und die Nördliche Grant-Gazelle mit den jeweiligen wissenschaftlichen Bezeichnungen N. g. petersii beziehungsweise N. g. notatus die bekanntesten waren. In den Jahren 1996 und 2008 ergaben molekulargenetische Untersuchungen nicht nur eine hohe genetische Variabilität innerhalb der Grant-Gazellen, sondern auch, dass diese drei monophyletische Linien bilden, von denen wenigstens zwei (die Südliche und Nördliche Grant-Gazelle) keinerlei Vermischung zeigten. Aufgrund dessen empfahlen die Autoren der letzteren Studie, beide Linien als eigenständige Arten aufzufassen, gleiches vermuteten sie für die Östliche Grant-Gazelle infolge ihrer geographischen Isolation und deutlichen morphologischen Unterschiede. Demnach bilden die Grant-Gazellen einen Artkomplex. In einer Revision der Huftiere im Jahr 2011 hoben dann Colin P. Groves und Peter Grubb die drei Linien der Grant-Gazellen auf Artebene an. Der Einschätzung folgten im Laufe der Zeit weitere Autoren. Neuere Untersuchungen aus dem Jahr 2021 machen eine Abtrennung der Östlichen Grant-Gazelle von der gemeinsamen Vorfahrenlinie im Übergang vom Mittel- zum Jungpleistozän vor rund 134.000 Jahren wahrscheinlich. Die Südliche und die Nördliche Grant-Gazelle spalteten sich im beginnenden Jungpleistozän vor etwa 96.000 Jahren voneinander ab. Außerdem konnte eine Hybridpopulation zwischen der Südlichen und der Östlichen Grant-Gazelle im Bereich des Mkomazi-Nationalparks im nordöstlichen Tansania aufgedeckt werden.

## Bedrohung und Schutz
Gegenwärtig unterscheidet die IUCN die Grant-Gazellen nicht nach ihren eigenständigen Arten. Die Naturschutzorganisation sieht die Gesamtpopulation der Grant-Gazellen aufgrund ihrer weiten Verbreitung als „nicht bedroht“ (least concern). Allerdings werden nur 25 % der Population als stabil betrachtet, während der Rest rückläufig ist. Bedrohungen für den Bestand finden sich in der Jagd für Nahrungszwecke oder als Trophäe und im Lebensraumverlust durch die Ausdehnung der landwirtschaftlichen Nutzflächen. Die einzigen Schutzgebiete, in denen die Art vorkommt, sind das Tana River National Reserve und der Tsavo-East-Nationalpark.